# Kommutatív algebra

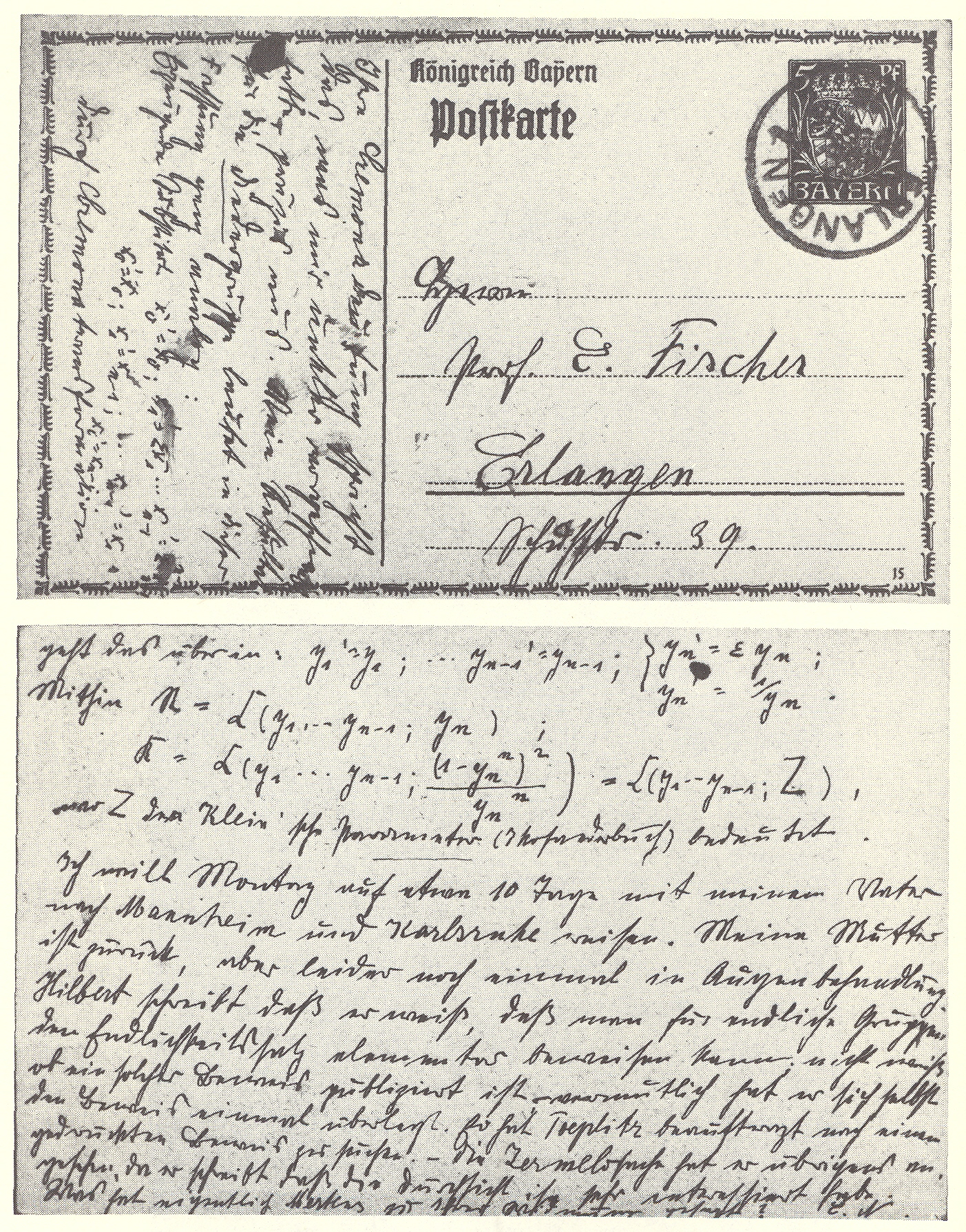
Emmy Noether, a kommutatív algebra úttörő kutatója által E. Fischernek írt, Noether kommutatív algerbai munkájáról szóló levelezőlap

A kommutatív algebra az algebra egy részterülete. Kommutatív gyűrűkkel és a felettük létező modulusokkal foglalkozik. Mind az algebrai számelmélet, mind az algebrai geometria alapvető módon épít a kommutatív algebra eredményeire. Utóbbiban a kommutatív algebra biztosítja az ún. sémák lokális vizsgálatának eszközeit.
Fontos és közismert példák kommutatív gyűrűre a következők: polinomgyűrűk, algebrai egészek gyűrűi a racionális számok testbővítéseiben – speciálisan ezek közé tartozik a racionális egész számok {\displaystyle \mathbb {Z} } gyűrűje –, illetve a p-adikus egészek.
Az algebrai számelméletben egy számtest (a racionális számok {\displaystyle \mathbb {Q} } testének véges bővítése) algebrai egészeinek gyűrűje Dedekind-gyűrű. Ezek viselkedésének vizsgálata a kommutatív algebra fejlődésének egy fontos motiváló ereje. Emellett a kommutatív algebra számos fogalma megfeleltethető az algebrai geometriában megjelenő (gyakran általánosabb) fogalmaknak. Ez áll többek között a Krull-dimenzió, a primér felbontás, a reguláris gyűrű, a Cohen–Macaulay-gyűrű illetve a Gorenstein-gyűrű fogalmára.
A nem feltétlenül kommutatív gyűrűk vizsgálatával a nemkommutatív algebra foglalkozik. Ez magában foglalja a gyűrűelméletet, a reprezentációelméletet, és a Banach-algebrák elméletét.

## Számelméleti vonatkozások
A kommutatív algebra által vizsgált objektumok először feltehetően a számelméletben jelentek meg. Az alapvető felismerés abban állt, hogy ha {\displaystyle \mathbb {Z} }-t egy polinom gyökeivel bővítjük, a kapott bővítés hasonlóságokat mutat {\displaystyle \mathbb {Z} }-vel.
Ezeket a kutatásokat a nagy Fermat-sejtés is motiválta. A sejtés szerint az
{\displaystyle x^{n}+y^{n}=z^{n}}
egyenletnek nincs a racionális egész számok között {\displaystyle (x,y,z)=(0,0,0)}-tól különböző megoldása, ha {\displaystyle n\geq 3}. Az állítás könnyen redukálható arra az esetre, ha {\displaystyle n=p} prímszám. Egy lehetséges útnak tűnt a bizonyítás felé az egyenlet bal oldalának faktorizálása: ha {\displaystyle \mathbb {Z} } helyett {\displaystyle \mathbb {Z} [\zeta _{p}]}-ben dolgozunk, ahol {\displaystyle \zeta _{n}} primitív {\displaystyle p}-edik egységgyök, akkor a bal oldal szorzattá bontható:
{\displaystyle x^{p}+y^{p}=\prod _{i=0}^{p-1}(x+\zeta _{p}^{i}y)=z^{p}}.
Így a bal és a jobb oldalon is egy {\displaystyle p} tényezős szorzat szerepel. Ha most alkalmazhatnánk a számelmélet alaptételét {\displaystyle \mathbb {Z} [\zeta _{p}]}-ben, akkor mindkét oldalt prímelemek szorzatára bonthatnánk, ami ellentmondáshoz vezethetne. A probléma viszont az, hogy a {\displaystyle \mathbb {Z} [\zeta _{p}]} gyűrű általában nem UFD, azaz nem igaz benne a számelmélet alaptétele.
Ez a megközelítés vezetett az ideál fogalmának Dedekind általi bevezetéséhez. A név ideális, azaz nem valódi elemekre utal. Az ideálok a gyűrűelemek általánosításainak tekinthetők annyiban, hogy minden gyűrűelem generál egy főideált; az alaptétel szempontjából ez nem vezet gondokhoz, hiszen a prímfelbontás amúgy is mindig csak egységek erejéig egyértelmű. Dedekind sikeresen meghatározta azokat a gyűrűket, amikben az ideálok egyértelműen felírhatók prímideálok szorzataként: ezek a Dedekind-gyűrűk.
Az ideálok bevezetése önmagában nem volt elegendő a Fermat-tétel bizonyításához. Ugyanakkor ezeken keresztül Kummer sikeresen igazolta a tételt reguláris prímekre, azaz olyan {\displaystyle p}-kre, amik nem osztják a {\displaystyle \mathbb {Q} (\zeta _{p})} test osztályszámát. (37, 59 és 67 kivételével minden 100 alatti prím reguláris.)
A gyűrűbővítések egy másik útját Kronecker alapozta meg: bevezette a polinomgyűrű fogalmát, és egy {\displaystyle K} test feletti {\displaystyle f(X)} polinom gyökeivel való bővítést {\displaystyle K[X]/(f(X))} alakban értelmezett. Kronecker továbbá definiálta a Dedekind-féle ideálok megfelelőit ebben a felállásban. Egyértelmű prímfelbontás ugyan nem létezik ebben az esetben, viszont egy gyengébb formája fennáll: ez a Lasker által bizonyított primér felbontás.
A két fent vázolt elméletet Noether helyezte közös alapokra, úttörő munkát végezve a kommutatív algebra modern megalapozásában.

## Főbb eszközök és eredmények
Konvenció: a továbbiakban gyűrű alatt kommutatív egységelemes gyűrűt értünk.

### Noether-gyűrűk
A Noether-gyűrűk mind a kommutatív, mind a nemkommutatív gyűrűelméletben alapvető fontosságúak. Egy Noether-gyűrű olyan gyűrű, amiben ideálok bármely nemüres halmazának van maximális eleme. Ezzel ekvivalens, hogy a gyűrű teljesíti a maximumfeltételt ideálokra. Ez alatt azt értjük, hogy ideálok bármely
{\displaystyle I_{1}\subseteq \cdots I_{k-1}\subseteq I_{k}\subseteq I_{k+1}\subseteq \cdots }
lánca stabilizálódik, azaz létezik olyan n, hogy:
{\displaystyle I_{n}=I_{n+1}=\cdots }
Egy kommutatív gyűrű továbbá akkor és csak akkor Noether, ha minden ideál végesen generált.

### Lokalizáció
A lokalizáció az integritási tartományokra értelmezett hányadostest-fogalom általánosításának tekinthető. Heurisztikusan a lokalizálás során megengedjük a gyűrű bizonyos elemeivel való osztást, ez ugyanakkor a hányadostest-konstrukcióval szemben nem az összes nemzéró elem, hanem ezeknek csak egy részhalmaza lesz.
A formális definícióhoz először bevezetjük a multiplikatívan zárt részhalmaz fogalmát: ez az {\displaystyle R} gyűrű egy olyan {\displaystyle S\subseteq R} részhalmaza, ami tartalmazza a gyűrű egységelemét, és ha {\displaystyle s,s'\in S}, akkor {\displaystyle ss'\in S}.
Tekintsük a következő relációt az {\displaystyle R\times S} halmazon: {\displaystyle (r,s)\sim (r',s')} akkor és csak akkor, ha létezik olyan {\displaystyle t\in S}, hogy {\displaystyle t(sr'-s'r)=0}. Könnyen ellenőrizhető, hogy ez ekvivalenciareláció.
Az {\displaystyle R} gyűrű {\displaystyle S}-nél vett {\displaystyle S^{-1}R} lokalizáltja ekkor az erre a relációra nézve vett ekvivalenciaosztályok halmaza; a továbbiakban az {\displaystyle (r,s)} elem osztályát {\displaystyle r/s} jelöli. A lokalizálton az összeadást és a szorzást a következőképpen definiáljuk:
{\displaystyle {\frac {r}{s}}+{\frac {r'}{s'}}={\frac {rs'+r's}{ss'}}}, {\displaystyle {\frac {r}{s}}\cdot {\frac {r'}{s'}}={\frac {rr'}{ss'}}}.
A kapott gyűrűn a zéruselem így {\displaystyle 0/1}, az egységelem {\displaystyle 1/1} lesz.
Jegyezzük meg, hogy a „nevezők” {\displaystyle S} halmazában megengedjük a zéróosztókat. Ha {\displaystyle S} tartalmaz egy zéróosztót, akkor {\displaystyle S^{-1}R=0}. Ha {\displaystyle S} nullosztómentes, akkor akkor {\displaystyle R} beágyazható a lokalizáltba az 
{\displaystyle R\hookrightarrow S^{-1}R,r\mapsto {\frac {r}{1}}}
leképezéssel.
Ha {\displaystyle S} az {\displaystyle R} összes nemnullosztójából áll, akkor a lokalizáltat az {\displaystyle R} teljes hányadosgyűrűjének nevezzük.
Fontos speciális eset, amikor {\displaystyle S=R-{\mathfrak {p}}} egy {\displaystyle {\mathfrak {p}}} prímideál komplementere. Ekkor a prímideál definíciója révén multiplikatív halmazt kapunk. Ilyenkor a lokalizált szokásos jelölése {\displaystyle S^{-1}R=R_{\mathfrak {p}}}.
A lokalizáció fogalma kiterjed a gyűrű fölötti modulusokra is: ha {\displaystyle M} egy {\displaystyle R}-modulus, akkor analóg módon definiálható az {\displaystyle S^{-1}M} {\displaystyle S^{-1}R}-modulus.
A lokalizáció néhány fontos tulajdonsága:
- A lokalizáció rendelkezik a következő univerzális tulajdonsággal: bármely {\displaystyle R}-en értelmezett gyűrűhomomorfizmus, amely {\displaystyle S} elemeit egységekbe viszi, keresztülfaktorizál az {\displaystyle S^{-1}R} lokalizálton.[14]
- A lokalizáció egzakt funktor.[15]
- A lokalizáció tartja a faktorstruktúrát.[16]
- A lokalizált ideáljai az eredeti gyűrű ideáljainak lokalizáltjai.[17]

Az elnevezés az algebrai geometriával kapcsolatos; itt a lokális gyűrűk algebrai varietások egy adott pontnál vett, azaz helyi (lokális) vizsgálatakor kerülnek elő.

### Hilbert bázistétele
Hilbert bázistétele szerint ha {\displaystyle R} Noether-gyűrű, akkor az {\displaystyle R} feletti egyváltozós polinomok {\displaystyle R[X]} gyűrűje is Noether-gyűrű. A tételből indukció útján következik, hogy ha {\displaystyle R} Noether-gyűrű, akkor {\displaystyle R[X_{1},\ldots ,X_{n}]} is az.
A tétel azon speciális esetét, amikor az alapgyűrű test, David Hilbert bizonyította először. Az elnevezésben a bázis szó az ideálok végesen generáltságára utal, ami ekvivalens a Noether-tulajdonsággal.
A bázistétel következménye, hogy Noether-gyűrű felett végesen generált algebra maga is Noether-gyűrű.
A tétel szerepe az algebrai geometriában a következő. Legyen {\displaystyle k} egy test, legyen adott {\displaystyle k} feletti {\displaystyle n}-változós polinomok egy 
{\displaystyle \{p_{i}(X_{1},\ldots ,X_{n}):i\in I\}\subseteq k[X_{1},\ldots ,X_{n}]}
halmaza, és tekintsük {\displaystyle k^{n}} azon {\displaystyle V} részhalmazát, amelyen valamennyi {\displaystyle p_{i}} eltűnik, azaz
{\displaystyle V=\{(x_{1},\ldots ,x_{n})\in k^{n}:p_{i}(x_{1},\ldots ,x_{n})=0\,\forall i\in I\}}.
Ekkor {\displaystyle I}-nek van olyan véges {\displaystyle I'} részhalmaza, hogy
{\displaystyle V=\{(x_{1},\ldots ,x_{n})\in k^{n}:p(x_{1},\ldots ,x_{n})=0\,\forall i\in I'\}},
azaz {\displaystyle V} előáll csupán véges sok polinom közös zérushelyeként is. Ez a klasszikus algebrai geometria szempontjából azt jelenti, hogy bármely {\displaystyle k} feletti algebrai varietást leírható véges sok polinom közös zérushelyeként.

### Zariski-topológia
Legyen {\displaystyle R} egy gyűrű (a szakasz eleji konvenció továbbra is érvényben van). Ekkor az {\displaystyle R} spektruma alatt a prímideálok halmazát 
értjük, és ezt {\displaystyle \operatorname {Spec} R}-rel jelöljük. Ha {\displaystyle I\subseteq R} egy részhalmaz (nem feltétlenül ideál), akkor legyen
{\displaystyle \mathrm {V} (I)=\{{\mathfrak {p}}\in \operatorname {Spec} R:I\subseteq {\mathfrak {p}}\}}.
Tekintsük ezeket a halmazokat az összes {\displaystyle I\subseteq R} részhalmazra, és definiáljuk a spektrumon a Zariski-topológiát mint azt a topológiát, amiben pontosan ezek a {\displaystyle \mathrm {V} (I)} halmazok a zárt részhalmazok. Ekkor {\displaystyle \operatorname {Spec} } egy kontravariáns funktor a gyűrűk kategóriájából a topologikus terek kategóriájába. Az így definiált {\displaystyle \operatorname {Spec} R} topologikus teret az algebrai geometriában affin sémának nevezik.
A klasszikus algebrai geometriában a Zariski-topológia fogalma egy másik értelemben is használatos. Legyen {\displaystyle k} egy test, és legyen {\displaystyle I\subseteq k[X_{1},\ldots ,X_{n}]} {\displaystyle n}-változós polinomok egy halmaza (nem feltétlenül ideál a polinomgyűrűben). Ekkor a {\displaystyle k^{n}} affin téren a Zariski-topológia zárt halmazai pontosan a
{\displaystyle V(I)=\{(x_{1},\ldots ,x_{n})\in k^{n}:\forall f\in I:f(x_{1},\ldots ,x_{n})=0\}}, {\displaystyle I\subseteq R}
halmazok, azaz azon pontok halmazai, amik valamely {\displaystyle I\subseteq R} részhalmazban elemeinek közös zérushelyeiként állnak elő.
A modern algebrai geometria számára az előbbi, a spektrumon alapuló megközelítés az alapvető; a gyűrűk spektrumaként előálló affin sémák a sémaelmélet alapkövei, az általános sémákat az affin sémák ún. összeragasztásával kapjuk. A fenti {\displaystyle k^{n}} {\displaystyle n}-dimenziós affin tér megfelelője ekkor a {\displaystyle \operatorname {Spec} R[X_{1},\ldots ,X_{n}]} spektrum.
A Hilbert-féle gyenge Nullstellensatz szerint a két fogalom egybeesik, ha {\displaystyle k} algebrailag zárt test (azaz nincsen nemtriviális algebrai bővítése) és {\displaystyle R=k[X_{1},\ldots ,X_{n}]}.
Az algebrai geometriai megközelítésben tehát a topológiai pontok szerepét a prímidálok veszik át, a fenti {\displaystyle \mathrm {V} } és {\displaystyle V} operátorok közti kapcsolat alapján pedig gondolhatunk a gyűrű elemeire mint függvényekre.

### Nullstellensatz
Nullstellensatz név alatt több különböző, egymással összefüggő tételt lehet érteni, és a szakirodalomban a megnevezések nem teljesen egységesek. A következőkben az affin Nullstellensatz bizonyos variánsairól lesz szó; emellett az algebrai geometriában létezik még projektív illetve analitikus Nullstellensatz is. A Nullstellensatz szó németül zérushelytételt jelent.
Gyenge Nullstellensatz: Legyen {\displaystyle k} algebrailag zárt test. Ekkor a {\displaystyle k[X_{1},\ldots ,X_{n}]} gyűrű maximális ideáljai pontosan az {\displaystyle (X_{1}-a_{1},\ldots ,X_{n}-a_{n})} alakú ideálok, ahol {\displaystyle a_{1},\ldots ,a_{n}\in k}.
Nullstellensatz vagy Zariski-lemma: Ha {\displaystyle k} egy test, akkor {\displaystyle k[X_{1},\ldots ,X_{n}]} bármely maximális ideáljának maradékteste véges bővítése {\displaystyle k}-nak.
Egy másik, szintén Nullstellensatznak nevezett tétel tartalmazásfordító bijektív (Galois-)kapcsolatot ír le az affin tér algebrai részhalmazai és a polinomgyűrű radikálideáljai között. Ennek leírásához először vezessük be az {\displaystyle \mathrm {I} } operátort: legyen {\displaystyle R} gyűrű, {\displaystyle S\subseteq \operatorname {Spec} (R)} egy részhalmaz. Ekkor
{\displaystyle \mathrm {I} (S)=\bigcap _{{\mathfrak {p}}\in S}{\mathfrak {p}}}
Intuitíve az {\displaystyle \mathrm {I} (S)} halmaz az {\displaystyle S}-en eltűnő függvények halmazának felel meg.
Könnyen ellenőrizhető, hogy {\displaystyle I(S)\subseteq R} egy ideál, {\displaystyle \mathrm {I} } rendezésváltó, és {\displaystyle \mathrm {I} (S)=\mathrm {I} ({\overline {S}})}, ahol {\displaystyle {\overline {S}}} az {\displaystyle S} lezártját jelöli a Zariski-topológiában.
Szükségünk lesz még a radikál fogalmára. Legyen {\displaystyle J\subseteq R} egy ideál; ekkor {\displaystyle J} radikálja azon gyűrűelemekből áll, amelynek valamely hatványa {\displaystyle J}-ben van.
{\displaystyle {\sqrt {J}}=\{r\in R:\exists n\geq 0,r^{n}\in J\}}
Nyilvánvaló, hogy {\displaystyle J\subseteq {\sqrt {J}}}. Egy {\displaystyle J} ideált radikálideálnak nevezünk, ha {\displaystyle J={\sqrt {J}}}.
Nullstellensatz: a {\displaystyle \mathrm {V} } és {\displaystyle \mathrm {I} } operátorok tartalmazásfordító bijekciót adnak meg a spektrum zárt részhalmazai és a gyűrű radikálideáljai között. Speciálisan {\displaystyle \mathrm {V} (\mathrm {I} (S))={\overline {S}}}, {\displaystyle \mathrm {I} (\mathrm {V} (J))={\sqrt {J}}}.

### Krull-dimenzió
A dimenzióelmélet a kommutatív algebra azon részterülete, ami gyűrűk (és modulusok) dimenziófogalmaival foglalkozik. Több különböző dimenziófogalom is létezik, és ezek általában nem esnek egybe.
A Krull-dimenziót a következőképpen definiáljuk. Legyen {\displaystyle {\mathfrak {p}}} az {\displaystyle R} gyűrű egy prímideálja. Ekkor a {\displaystyle {\mathfrak {p}}} magassága a
{\displaystyle 0={\mathfrak {p}}_{0}\subsetneq {\mathfrak {p}}_{1}\subsetneq \ldots {\mathfrak {p}}_{n}={\mathfrak {p}}}
láncok {\displaystyle n} hosszának szuprémuma, ahol {\displaystyle {\mathfrak {p}}_{0},\ldots ,{\mathfrak {p}}_{n}} prímideálok. Az {\displaystyle R} gyűrű Krull-dimenziója a prímideáljainak magasságainak szuprémuma:
{\displaystyle \dim R=\sup\{\operatorname {ht} ({\mathfrak {p}}):{\mathfrak {p}}\in \operatorname {SpecR} \}},
ahol Spec(R) az R spektruma, azaz a prímideálok halmaza. Mivel minden maximális ideál prím, ez megegyezik a maximális ideálok magasságainak szuprémumával. A definíció egyenes következménye, hogy egy prímideál magassága egyenlő a nála vett lokalizáció dimenziójával:
{\displaystyle \operatorname {ht} ({\mathfrak {p}})=\dim R_{\mathfrak {p}}}.
Hasonló módon definiálható egy topologikus tér Krull-dimenziója is, ekkor prímideálok helyett irreducibilis zárt halmazok láncaival dolgozunk. Ez adja a kapcsolatot az algebrai geometria dimenziófogalma felé: egy gyűrű spektrumán a Zariski-topológiára nézve vett topologikus Krull-dimenzió megegyezik a gyűrű fent definiált algebrai Krull-dimenziójával.
A Noether-gyűrűk viszonylag jól viselkednek a Krull-dimenzióra nézve: ennek alapját Krull főideáltétele és ennek következménye, Krull magasságtétele jelentik.
Krull főideáltétele a következőt állítja: legyen {\displaystyle R} Noether-gyűrű, {\displaystyle r\in R} a gyűrű egy eleme, és legyen {\displaystyle r\in {\mathfrak {p}}\subset R} egy tartalmazásra nézve minimális prímideál. Ekkor {\displaystyle \operatorname {ht} ({\mathfrak {p}})\leq 1}. Más szavakkal, egy főideál feletti minimális prímideál legfeljebb egy magasságú.
Krull magasságtétele a főideáltétel induktív következménye, és egyben annak általánosítása nem főideálokra. Legyen {\displaystyle R} Noether-gyűrű, legyenek {\displaystyle r_{1},\ldots ,r_{n}\in R}, és legyen {\displaystyle {\mathfrak {p}}} egy ezeket tartalmazó minimális prímideál. Ekkor a tétel szerint {\displaystyle \operatorname {ht} ({\mathfrak {p}})\leq n}.
Mivel Noether-gyűrűben minden ideál végesen generált, a magasságtételből következik, hogy minden prímideál magassága véges. Az ugyanakkor lehetséges, hogy ezek a magasságok nem korlátosak, és így a gyűrű Krull-dimenziója végtelen; erre először Nagata adott példát.

### Primér felbontás
Noether-gyűrűkben minden ideál felírható bizonyos speciális ideálok – az ún. primér ideálok – metszeteként.
Legyen {\displaystyle I\subseteq R} egy ideál. Ekkor az {\displaystyle I} radikálja
{\displaystyle {\sqrt {I}}=\{r\in R:\exists n\geq 0:r^{n}\in I\}},
azaz azon gyűrűelemek halmaza, amiknek valamely hatványa {\displaystyle I}-ben van. Könnyen ellenőrizhető, hogy {\displaystyle {\sqrt {I}}\supseteq I}, és {\displaystyle {\sqrt {I}}} ideál {\displaystyle R}-ben.
Egy {\displaystyle I\subseteq R} ideált primér ideálnak nevezünk, ha teljesül a következő:
ha {\displaystyle a,b\in R} és {\displaystyle ab\in R}, akkor {\displaystyle a\in I} vagy {\displaystyle b\in {\sqrt {I}}}.
Ez a prímideál definíciójának gyengítése, következésképpen minden prímideál primér. Ennek a részleges megfordítása is igaz: ha {\displaystyle I} primér, akkor {\displaystyle {\sqrt {I}}} prímideál.
Noether-gyűrűben a metszetirreducibilis ideálok (azon ideálok, amik nem állnak elő két nagyobb ideál metszeteként), primér ideálok. Ez azt sugallja, hogy a primér ideálok alkalmasak lehetnek arra, hogy a gyűrű ideáljainak metszetként való előállításának alkotóköveiként szolgáljanak.
Legyen {\displaystyle I\subseteq R} egy ideál, és tegyük fel, hogy {\displaystyle I} előáll véges sok primér ideál, mondjuk {\displaystyle Q_{1},\ldots ,Q_{m}} metszeteként:
{\displaystyle I=\bigcap _{i=1}^{m}Q_{i}}.
Egy ilyen felírást irredundáns felbontásnak nevezünk, ha a metszetből semelyik {\displaystyle Q_{i}} nem hagyható el, és {\displaystyle {\sqrt {Q_{i}}}\neq {\sqrt {Q_{j}}}}, ha {\displaystyle i\neq j}.
A Lasker–Noether-tétel szerint egy {\displaystyle R} Noether-gyűrű bármely {\displaystyle I} ideáljának van irredundáns felbontása primér ideálok metszeteként, továbbá {\displaystyle m} értéke illetve a {\displaystyle \{{\sqrt {Q_{i}}}:1\leq i\leq n\}} halmaz minden ilyen felbontásnál azonos.
Az algebrai geometria szempontjából a tétel a következő módon írható le. Legyen {\displaystyle R=k[X_{1},\ldots ,X_{n}]} a {\displaystyle k} test feletti {\displaystyle n} változós polinomok gyűrűje. Ekkor {\displaystyle R} Noether-gyűrű Hilbert bázistétele értelmében. Legyen {\displaystyle I\subseteq R} egy ideál, és tekintsük az {\displaystyle I}-beli polinomok közös zérushelyeit {\displaystyle k^{n}}-ben:
{\displaystyle V(I)=\{(x_{1},\ldots ,x_{n})\in k^{n}:\forall f\in I:f(x_{1},\ldots ,x_{n})=0\}}.
A {\displaystyle k^{n}} ilyen módon előálló részhalmazait affin algebrai halmazoknak nevezzük. Legyen {\displaystyle I=\bigcap _{i=1}^{m}Q_{i}} egy irredundáns primér felbontás; ekkor {\displaystyle V(I)} felbomlik a {\displaystyle V(Q_{i})} affin algebrai halmazok uniójára:
{\displaystyle V(I)=\bigcap _{i=1}^{m}V(Q_{i})}.
A {\displaystyle V(Q_{i})} halmazok irreducibilisek a Zariski-topológiában, azaz nem írhatók fel affin algebrai halmazok nemtriviális uniójaként.

## Lásd még
- Homologikus algebra
- K-elmélet

## Fordítás
- Ez a szócikk részben vagy egészben  a   Commutative algebra című angol Wikipédia-szócikk ezen változatának fordításán alapul.  Az eredeti cikk szerkesztőit annak laptörténete sorolja fel. Ez a jelzés csupán a megfogalmazás eredetét és a szerzői jogokat jelzi, nem szolgál a cikkben szereplő információk forrásmegjelöléseként.
- Ez a szócikk részben vagy egészben  a   Primary decomposition című angol Wikipédia-szócikk ezen változatának fordításán alapul.  Az eredeti cikk szerkesztőit annak laptörténete sorolja fel. Ez a jelzés csupán a megfogalmazás eredetét és a szerzői jogokat jelzi, nem szolgál a cikkben szereplő információk forrásmegjelöléseként.